# Монастырь Галия
Монастырь Галиа (груз. ღალიის მონასტერი, греч. Γιαλιά μοναστήριον) — разрушенный грузинский монастырь XII века на севере Кипра, в деревне Гиалия.

## История
Впервые был обнаружен и изучен грузинским исследователем Вахтангом Джобадзе, но серьёзные исследования начались в 2006 году, после подписания правительствами Грузии и Кипра соответствующих договорённостей. Изначально существовали две церкви — более ранняя церковь Богородицы, и более поздняя церковь святого Георгия. В руинах монастыря обнаружены грузинские фрески и надписи XII-XIV веков.